# Rhadinolabis
Rhadinolabis – wymarły rodzaj owadów z rzędu skorków i podrzędu Neodermaptera, obejmujący tylko jeden znany gatunek: Rhadinolabis phoenicica.
Rodzaj i gatunek opisane zostały w 2011 roku przez Michaela S. Engela, Jaimego Ortegę-Blancoa i Dany’ego Azara na podstawie dwóch skamieniałych samic, będących inkluzjami w bursztynie libańskim, odnalezionych w Mdeyrij-Hammana i pochodzących z późnego barremu w kredzie. Nazwa rodzajowa jest połączeniem greckich słów rhadinos („zwężające się”) i labis („szczypce”), zaś epitet gatunkowy pochodzi od łacińskiej nazwy Fenicji. Takson ten jest najstarszym nazwanym przedstawicielem skorka znalezionym w bursztynie.
Skorki te osiągały około 3 mm długości nieco grzbietobrzusznie przypłaszczonego ciała mierzonej bez szczypiec. Matowy, brązowo zabarwiony oskórek tylko z rzadka porastały szczecinki. Tułów był całkowicie pozbawiony pokryw i skrzydeł tylnej pary, a jego tergity silnie nachodziły na siebie. Zatułów miał pozbawione żeberek zaplecze i szerokie, kwadratowe w zarysie zapiersie. Stosunkowo krótkie odnóża miały pozbawione listewek podłużnych uda, krótkie golenie oraz trójczłonowe stopy o członie drugim silnie zredukowanym, a członie ostatnim o prostej budowy pazurkach i bez przylg. Biodra tylnej pary odnóży były szeroko rozstawione. Odwłok miał równoległe boki, płytko i słabo punktowane dyski tergitów w części wierzchołkowej oraz poprzeczne sternity o prostych krawędziach tylnych. Ostatni z tergitów był pozbawiony guzków, wyrostka analnego jak i bruzdy środkowej. Pygidium było u nasady poprzeczne a u wierzchołka wydłużone w pośrodkowy wyrostek o spiczastym szczycie. Przekształcone w szczypce przysadki odwłokowe miały około 1,1 mm długości. Ich ramiona były osadzone daleko od siebie, smukłe, okrągłe w przekroju, niepiłkowane i bezzębne, nieco zakrzywione do wewnątrz za połową długości, stopniowo zwężone ku spiczastym wierzchołkom.